# Artéria tireoídea superior
A artéria tireoídea superior é uma artéria do pescoço que irriga a tireoide.
Ela se origina a partir da artéria carótida externa, logo abaixo do corno maior do osso hioide, e termina na glândula tireoide.

## Cirurgia
Esta artéria deve ser ligada na cirurgia de retirada da tireoide (tireoidectomia).